# Rabbinat (Phalsbourg)
Das Rabbinat Phalsbourg, einer Stadt im Département Moselle in der französischen Region Grand Est, wurde zu Beginn des 19. Jahrhunderts begründet Es umfasste folgende jüdische Gemeinden:
- Jüdische Gemeinde Fénétrange
- Jüdische Gemeinde Gosselming
- Jüdische Gemeinde Imling
- Jüdische Gemeinde Langatte
- Jüdische Gemeinde Metting
- Jüdische Gemeinde Mittelbronn
- Jüdische Gemeinde Phalsbourg
- Jüdische Gemeinde Sarrebourg
- Jüdische Gemeinde Schalbach

Im Jahr 1920 erfolgte die Auflösung des Rabbinats.